# Caÿstre
Le Caÿstre, du grec ancien Καϋστρίος / Kaüstríos, est un fleuve côtier de l'antique Lydie et de l'actuelle province d'Izmir, en Turquie. Il prend sa source au mont Tmole (Boz Dağlar) et se jette dans la mer Égée près du site archéologique d'Éphèse, au nord de Kuşadası. Son nom turc, Küçük Menderes (« petit Méandre »), le distingue du Büyük Menderes (« grand Méandre ») et du Karamenderes (« Méandre noir », ou Scamandre).

## Mythologie
Dans l'Antiquité, le Caÿstre était vénéré par les Grecs en tant que dieu fleuve.
Dans l'Iliade (Livre II, v. 459-463), Homère localise le Caÿstre dans « près d'Asias », sans évoquer la Lydie. Il compare le mouvement des troupes grecques se mettant en place face à Troie au mouvement des oiseaux sur les rives du fleuve :

« Comme l'on voit, par groupes denses, des oiseaux ailés, courlis, canards sauvages, cygnes parés d'un long cou, dans les prés d'Asias, sur les deux rives du Caÿstre, voler de-ci, de-là, en battant fièrement des ailes, et se poser avec des cris dont les près retentissent. »

### Généalogie et famille
Selon certains auteurs, il serait le fils d'Achille et de l'Amazone Penthésilée[réf. nécessaire]. Cette version est contradictoire avec la version d'Homère où le Caystre existe avant la guerre de Troie.
Le Caÿstre passe pour le père d'Éphésos, le fondateur de la ville d'Éphèse[réf. nécessaire].
Il passe aussi pour être le père de Sémiramis qu'il eut avec Dercéto, une nymphe qui, selon Diodore de Sicile, avait un visage de femme et un corps de poisson. Après s'être violemment éprise du Caÿstre (sous l'emprise d'Aphrodite qui avait à se plaindre d'elle) et avoir donné naissance à une fille, Dercéto honteuse exposa son enfant et tua le Caÿstre[réf. nécessaire].

### Sources
- Diodore de Sicile, Bibliothèque historique [détail des éditions] [lire en ligne] (II, 4 et suiv.).
- Pausanias, Description de la Grèce [détail des éditions] [lire en ligne] (VII, 2, 7).
- Strabon, Géographie [détail des éditions] [lire en ligne] (XIV, 650).